# Suðurnes
Suðurnes (islandsky  Suðurnes) je jednou z osmi tradičních oblastí Islandu, která se nachází na západním pobřeží ostrova. Hlavním městem regionu je Keflavík, avšak největším městem je Reykjanesbær. Leží na poloostrově Reykjanesskagi. V roce 2024 zde žilo 30 933 obyvatel, přičemž jde o jednu z hustěji zalidněných částí islandského ostrova. Leží zde Letiště Keflavík, na kterém přistává většina letadel přilétajících do země. V oblasti se dále nachází několik obcí, ve kterých je soustředěn rybolov; jmenovitě jde například o Grindavík, Njarðvík a Sandgerði.  
Oblast je typická pro svůj vulkanismus a četný výskyt lávy pod povrchem. Nachází se zde celá řada termálních pramenů (například luxusní resort Modrá laguna) a další zajímavé lokality jako Kleifarvatn nebo Krýsuvík. V oblasti se dále nachází tzv. "Most mezi kontinenty" známý jako místo, kde se od sebe oddělují Eurasijská a Severoamerická deska. Od roku 2020 je oblast vulkanicky opět aktivní (přitom během předchozích 800 let byla vulkanicky prakticky nečinná) a části regionu musely být dokonce v důsledku četné vulkanické aktivity evakuovány (silně bylo zasaženo zejména město Grinadvík).